# Episodi di 14º Distretto (diciannovesima stagione)
La diciannovesima stagione della serie televisiva 14º Distretto è stata trasmessa in anteprima in Germania da Das Erste tra il 17 gennaio 2005 e il 9 maggio 2005.
| nº | Titolo originale             | Titolo italiano | Prima TV Germania | Prima TV Italia |
| -- | ---------------------------- | --------------- | ----------------- | --------------- |
| 1  | Die Geister, die ich rief    | inedito         | 17 gennaio 2005   | inedito         |
| 2  | Fette Beute                  | inedito         | 24 gennaio 2005   | inedito         |
| 3  | Einsame Helden               | inedito         | 31 gennaio 2005   | inedito         |
| 4  | Blackout                     | inedito         | 7 febbraio 2005   | inedito         |
| 5  | Blind Date                   | inedito         | 14 febbraio 2005  | inedito         |
| 6  | Der Hafenpastor              | inedito         | 21 febbraio 2005  | inedito         |
| 7  | 50 Minuten                   | inedito         | 28 febbraio 2005  | inedito         |
| 8  | Kalte Tage                   | inedito         | 7 marzo 2005      | inedito         |
| 9  | Der doppelte Matthies        | inedito         | 14 marzo 2005     | inedito         |
| 10 | Süßes Jenseits               | inedito         | 21 marzo 2005     | inedito         |
| 11 | Voss in Nöten                | inedito         | 4 aprile 2005     | inedito         |
| 12 | Liebe, Lust und Leidenschaft | inedito         | 11 aprile 2005    | inedito         |
| 13 | Bullen-Kür                   | inedito         | 18 aprile 2005    | inedito         |
| 14 | Affenliebe                   | inedito         | 25 aprile 2005    | inedito         |
| 15 | Nur geträumt                 | inedito         | 2 maggio 2005     | inedito         |
| 16 | Kaltes Kind                  | inedito         | 9 maggio 2005     | inedito         |